# Borneoklyvstjärt
Borneoklyvstjärt (Enicurus borneensis) är en fågel i familjen flugsnappare inom ordningen tättingar.

## Utseende och läte
Borneoklyvstjärten är en typisk klyvstjärt med lång stjärt och svartvit fjäderdräkt: svart på huvud, övre delen av ryggen, bröstet och vingarna och vitt på buk, övergump, panna och i ett vingband. Stjärten är svartvit och benen är ljusskära. Den kan överlappa med mycket lika låglänta arten vitkronad klyvstjärt (som den tidigare ansågs utgöra en del av), men har längre stjärt och mindre vitt på huvudet. Bland lätena hörs hårda och sträva samt ljusa och metalliska visslingar.

## Utbredning och systematik
Fågeln förekommer i höglänta områden på Borneo. Den behandlas ofta som en underart till vitkronad klyvstjärt (E. leschenaulti), mnen urskiljs allt oftare som egen art. Genetiska studier visar att den är isolerad från övriga underarter.

### Familjetillhörighet
Klyvstjärtarna ansågs fram tills nyligen liksom bland andra stenskvättor, stentrastar, rödstjärtar vara små trastar. DNA-studier visar dock att de är marklevande flugsnappare (Muscicapidae) och förs därför numera till den familjen.

## Levnadssätt
Borneoklyvstjärten hittas intill forsande vattendrag i bergsbelägna regnskogar. Där ses den sitta på stenbumlingar och lågt hängande grenar.

## Status
IUCN erkänner den inte som art, varför den inte placeras i någon hotkategori.